# Stora Israelssjön
Stora Israelssjön (avser både Stora och Lilla Israelssjöarna) är en sjö i Leksands kommun i Dalarna och ingår i Dalälvens huvudavrinningsområde. Sjön har en area på 1,03 kvadratkilometer och ligger 177,2 meter över havet. Sjön avvattnas av vattendraget Limån.

## Delavrinningsområde
Stora Israelssjön ingår i det delavrinningsområde (673583-143897) som SMHI kallar för Utloppet av Stora Israelssjön. Medelhöjden är 265 meter över havet och ytan är 12,91 kvadratkilometer. Räknas de 11 avrinningsområdena uppströms in blir den ackumulerade arean 57,69 kvadratkilometer. Limån som avvattnar avrinningsområdet har biflödesordning 2, vilket innebär att vattnet flödar genom totalt 2 vattendrag innan det når havet efter 308 kilometer. Avrinningsområdet består mestadels av skog (77 procent). Avrinningsområdet har 1,03 kvadratkilometer vattenytor vilket ger det en sjöprocent på 7,9 procent.